# (1731) Smuts
(1731) Smuts es un asteroide perteneciente al cinturón de asteroides descubierto el 9 de agosto de 1948 por Ernest Leonard Johnson desde el observatorio Union de Johannesburgo, República Sudaficana.

## Designación y nombre
Smuts fue designado inicialmente como 1948 PH.
Posteriormente se nombró en honor del político y militar sudafricano Jan Christiaan Smuts (1870-1950).

## Características orbitales
Smuts está situado a una distancia media del Sol de 3,166 ua, pudiendo acercarse hasta 2,764 ua. Su inclinación orbital es 5,933° y la excentricidad 0,127. Emplea en completar una órbita alrededor del Sol 2058 días.